# Val-de-Travers (huyện)
Huyện Val-de-Travers (tiếng Pháp: District du Val-de-Travers, tiếng Đức: Bezirk Val-de-Travers) là một huyện hành chính của Thụy Sĩ. Huyện này thuộc bang Bang Neuchâtel. Huyện Val-de-Travers có diện tích 88 km², dân số theo thống kê của cục thống kê Thụy Sĩ năm 1999 là 12344 người. Trung tâm của huyện đóng ở Mộtiers. Mã của huyện là 2406.